# Draco haematopogon
Espèce
Synonymes
- Draco microlepis Boulenger, 1893

Statut de conservation UICN

 LC  : Préoccupation mineure
Draco haematopogon est une espèce de sauriens de la famille des Agamidae.

## Répartition
Cette espèce se rencontre en Thaïlande, en Malaisie et en Indonésie à Sumatra, à Java et au Kalimantan.

## Publications originales
- Gray, 1831 "1830" : A synopsis of the species of Class Reptilia. The animal kingdom arranged in conformity with its organisation by the Baron Cuvier with additional descriptions of all the species hither named, and of many before noticed, V Whittaker, Treacher and Co., London, vol. 9, p. 1-481 (texte intégral).